# 拉克希米·塔特瑪
拉克希米·塔特瑪（2005年12月31日—），出生在印度比哈爾邦，為一位不幸罹患下半身連胎（或稱坐骨連體嬰）的嬰孩。她的受精卵進行了不完全的分裂，導致其孿生妹妹在其母親子宮內停止了上半身的發育，而出現四枚腎臟、兩個胃及胸腔，以及兩雙手與腳。她於兩歲的時候進行了長達27小時的分割手術，並保住了性命，是為印度境內首次進行此類型並成功的手術案例。

## 背景
拉克希米出生於貧窮家庭，父親夏姆胡（Shambhu Das）及母親普南（Poonam Devi）於印度窮困地區比哈爾邦生活，以勞動工作賺取每天不多於1美元維持生計。而在拉克希米出生時，她被當地人視為印度神話中，毗濕奴的神妃、主財富和吉祥的四臂女神「吉祥天女」（Lakshmi），因此也以此命名。雖然當時其父母及當地居民均接受了她的外表，並以她為女神轉生而感到驕傲，每天更有不少人專程探訪及祈福；但直至有醫生指出長此下去將會危害性命，必須於青春期前進行分割手術，其父母開始四出尋訪地方醫院協助。礙於當地醫院從未有這種案例，高昂的手術費用也非其父母所能承擔，再加上部份迷信的村民反對進行手術，因此拉克希米直至兩歲前仍保留這特別的軀體。
正如不少連體嬰均曾面對馬戲團的招手，只有兩歲的拉克希米也不例外。曾有馬戲團向她的父母要求買下這特別的孩子，她的父母甚至要把她藏起來以避開把女兒賣掉的命運。

## 進行手術
印度南部班加羅爾普萊許醫院（Sparsh Hospital）的整形外科醫師帕提爾（Sharan Patil）聽聞有關拉克希米的故事後，決定親自前往她的所在地進行探訪。當時的拉克希米已經染上了俗稱「黃水瘡」的小膿皰疹及持續性的發熱，但卻沒有得到適當的治療。雖然其父母不可能拿出約62.5萬美元的醫藥費，所幸的是該醫院的基金會決定承擔這筆支出。
帕提爾當初預計整個手術將歷時40小時，一共由36位來自不同專業的醫師，以8小時輪班制進行手術。手術過程中的死亡率為25%，而當中涉及切除脊椎神經周邊組織的部份為整個手術最高風險的環節。
自（2007年11月6日）當地時間上午七時開始，整個手術只花了27個小時進行，比預期為快。手術步驟臚列如下：
1. 兒科團隊花8小時切除寄生在拉克希米身上的連體嬰肢體，直至切開脊椎之外的連結部分。
2. 拉克希米及其連體嬰肢體各有一枚健康的腎臟及已壞死的腎臟，醫師希望能為她切除壞死的一個，並由連體嬰一枚功能良好的腎臟移植給女童。
3. 將女童偏左的生殖器及膀胱移正。
4. 花6到8小時，神經外科醫師分割女童與連體嬰間的脊椎；而當中最危險的環節是由於她的神經系統十分混亂，稍有差次就會使拉克希米終身殘廢。醫師必須先切除部分包裹女童脊椎神經的組織，才能成功分割兩者。
5. 整形外科醫師負責接合女童骨盆骨骼。在這一步時連體嬰已經完全被分離。
6. 以外部固定器固定骨盆骨骼，使骨盆在3周內閉合到正常位置。
7. 外科醫師縫合，耗時4小時。手術全程約27小時。
8. 手術完成後女童須於深切治療部進行觀察至少48到72小時。
9. 女童未來可能還需矯正弓型足及接受骨盆底肌肉重建手術。

整個手術比想像中完成得更快更流暢，曾被預言無法過渡青年期及步行的拉克希米，將會於康復後重過新生。

## 文化影響
雖然是次手術得到全球不少人的認同，其父更感激印度內的「國民的祝福」，但其家鄉阿哈里亞卻有不少反對聲音。部份迷信的居民認為拉克希米是吉祥天女的轉生，在未動手術前每天有為數不少的民眾到她的居所祈福及膜拜。他們認為是次手術使拉克希米喪失其神性，但仍有部份居民稱會繼續為她建立廟宇以供參拜。

## 醫學影響
在統計上，下半身連胎是連體嬰中不常見的案例，只佔總病例的6%。病人的下半身要承受沉重的壓力（特別是包括雙手及胸腔的），而多出的肢體會導致患者無法行走。这次分割手術是印度首次進行並成功的案例，這將對其他同樣患上連體疾病的人提供了希望。

## 外部連結
- （中文）8肢女童 36醫合作割殘肢，載壹蘋果網絡，2007年11月8日
- （中文）4臂4足被視神靈化身 （页面存档备份，存于），載明報，2007年11月8日
- （中文）印度蜘蛛女被当作神朝拜 要动手术除4肢[永久]，載華數在線，2007年11月6日
- （中文）印度"蜘蛛女"完成"分身"手術 村民要建廟供奉（掃瞄圖片），載中國經濟網，2007年11月8日
- （英文） Surgery for girl with eight limbs is going smoothly doctors say （页面存档备份，存于） (影片) ，載CNN新聞 2007年11月6日
- （英文） First pictures reveal success of life-saving surgery on toddler with eight limbs，載每日郵報，2007年11月8日
- （英文） Many-limbed India girl in surgery （页面存档备份，存于），載 BBC新聞， 2007年11月6日
- （英文） Spines of 2-year-old Lakshmi separated: Doctors （页面存档备份，存于）載Times of India，2007年11月6日
- （英文） Surgery On Multi-Limbed Girl A Success （页面存档备份，存于） (影片及相片)，載CBS新聞，2007年11月7日
- （英文） Girl Born With 4 Arms, 4 Legs Has Successful Surgery （页面存档备份，存于） (相片)，載ABC新聞，2007年11月7日
- （英文） Girl separation surgery a success （页面存档备份，存于） (影片) BBC News新聞，2007年11月7日